# Gayi Kouara
Gayi Kouara (auch: Gayé Koira) ist ein Weiler im Arrondissement Niamey IV der Stadt Niamey in Niger.

## Geographie
Der Weiler liegt im ländlichen Gemeindegebiet von Niamey am nördlichen Ufer des Kongou-Sees im Trockental Kori de Ouallam. Zu den umliegenden Siedlungen zählen der Weiler Fonda Ga im Nordwesten, das Dorf Kongou Gorou im Osten, das Dorf Kongou Zarmagandey im Südosten, der Weiler Gorou Kaina im Süden und das Dorf Bossey Bangou im Westen.

## Bevölkerung
Bei der Volkszählung 2012 hatte Gayi Kouara 260 Einwohner, die in 35 Haushalten lebten. Bei der Volkszählung 2001 betrug die Einwohnerzahl 198 in 31 Haushalten.